# Osiedle robotnicze na Czartorii w Poznaniu
Osiedle robotnicze na Czartorii – pozostałość założenia osiedlowego dla robotników w Poznaniu na Czartorii (Chwaliszewo) na osiedlu samorządowym Stare Miasto.

## Okoliczności powstania
Głód mieszkaniowy wśród uboższych warstw społecznych, przede wszystkim rozwijającej się klasy robotniczej, na przełomie XIX i XX wieku, spowodował, że zaczęto myśleć w Poznaniu o rozwijaniu mieszkalnictwa dla tej grupy ludności. Dodatkowym asumptem do działań w tym zakresie była wielka powódź, jaka nawiedziła miasto w 1898, niszcząc dobytek bardzo wielu biednych osób.

## Historia
Odpowiedzią na takie zaszłości było powstanie Poznańskiej Spółdzielni Budowlanej Użyteczności Publicznej (Posener Gemeinnützige Baugenossenschaft). Jednym z ważnych osiągnięć spółdzielni był blok zabudowy robotniczej (1899–1902), zlokalizowany na Czartorii, w stylu inspirowanym innymi realizacjami neogotyckimi (autor koncepcji nie jest znany). Wygięty w łuk kwartał kamienic odwrócony był do obecnego koryta Warty stroną pełną. Wewnątrz znalazł się zielony dziedziniec o charakterze rekreacyjnym. W 21 trzypiętrowych budynkach zrealizowano 214 skromnych mieszkań (jedno- lub dwuizbowych). Ubikacje znajdowały się tylko na klatkach schodowych. Bloki nie posiadały łazienek (łaźnia mieściła się przy ul. Siennej 7). Lokale zasiedlono rodzinami robotniczymi z Chwaliszewa, Zawad i Śródki. Pieniądze na budowę Spółdzielnia uzyskała z kredytu zaciągniętego w Krajowym Zakładzie Ubezpieczeń w Poznaniu (Landesversicherungs-Anstalt Posen). Pomimo przeznaczenia mieszkań dla robotników domy budowane były w nowoczesny sposób: belki stropowe z żelaza, sufity według systemu Schürmanna, schody betonowe, balkony, a do mieszkań doprowadzono wodę i gaz. Spółdzielnia pobierała czynsz co najmniej 20% niższy od czynszu w innych kamienicach czynszowych w Poznaniu.

## Stan zachowania
Do dziś po kompleksie pozostał tylko jeden dom (ściślej – jest to część po większej kamienicy, mocno uszkodzonej w czasie ostatniej wojny) w bardzo złym stanie technicznym (ul. Czartoria 5). Przez dziesięciolecia stanowił on istotny element nadwarciańskiej panoramy starówki od strony Ostrowa Tumskiego i Zagórza. Obecnie wchłania go nowa zabudowa plombowa Chwaliszewa i Czartorii.